# Deborah Hoffmann
Deborah Ann Hoffmann (* Oktober 1947) ist eine US-amerikanische Filmregisseurin und Filmeditorin. Hoffmann arbeitet hauptsächlich an Dokumentarfilmen.

## Leben
Am Anfang ihrer Karriere arbeitete Hoffmann einige Jahre ausschließlich als Editorin. Als sie sich ab 1986 um ihre an Alzheimer erkrankte Mutter kümmern musste, beschloss sie, daraus einen Film zu machen. Ihre erste eigene Regie- und Produktionsarbeit „Complaints of a Dutiful Daughter“ entstand, für die Hoffmann 1995 eine Oscarnominierung für den „Besten Dokumentarfilm“ erhielt.
Im Jahr 2000 veröffentlichte Hoffmann ihre nächste Regiearbeit, gemeinsam mit ihrer Lebensgefährtin, der Filmemacherin Frances Reid. Der Film Der lange Weg aus der Dunkelheit über die südafrikanische Wahrheits- und Versöhnungskommission wurde 2001 ebenfalls für den Oscar nominiert.
Neben ihrer Tätigkeit beim Film ist Hoffmann als Gastdozentin an der Berkeley Graduate School of Journalism der University of California at Berkeley tätig.

## Filmografie (Auswahl)
Als Editorin
- 1984: The Times of Harvey Milk
- 1992: Color Adjustment
- 1997: Cadillac Desert
- 2000: Der lange Weg aus der Dunkelheit (Long Night’s Journey Into Day)
- 2005: The Weight of the World

Als Regisseurin
- 1994: Complaints of a Dutiful Daughter
- 2000: Der lange Weg aus der Dunkelheit[3]

## Auszeichnungen und Nominierungen
- 1995: Teddy Award für Complaints of a Dutiful Daughter
- 1995: Oscarnominierung für Complaints of a Dutiful Daughter
- 1995: Caligari Filmpreis für Complaints of a Dutiful Daughter
- 2001: Oscarnominierung für Long Night’s Journey Into Day
- 2001: Independent Spirit Awards, Nominierung für Long Night’s Journey Into Day